# Julia Serano
Julia Michelle Serano (/səˈrænoʊ/; geboren in 1967) is een Amerikaanse schrijfster, artiest, spreker, transgender en biseksuele activiste en bioloog. Ze kreeg bekendheid met transfeministische boeken als Whipping Girl (2007), Excluded (2013) en Outspoken (2016). Daarnaast is ze een openbare spreker en heeft ze veel lezingen gegeven op universiteiten en conferenties. Haar werk wordt regelmatig gepubliceerd in queer-, feministische en popcultuurtijdschriften.

## Carrière
Serano behaalde haar doctoraat in biochemie en moleculaire biofysica aan de Columbia University, waar ze promoveerde op een proefschrift met de titel Messenger RNA localization in the Drosophila oocyte. Ze deed 17 jaar lang onderzoek naar genetica, ontwikkelingsbiologie en evolutionaire biologie aan de Universiteit van Californië in Berkeley.
Serano is de auteur van Whipping Girl: A Transsexual Woman on Sexism and the Scapegoating of Femininity. Hierin borduurde ze voort op het werk van Judith Butler. Haar tweede boek, Excluded: Making Feminist and Queer Movements More Inclusive, verscheen op 10 september 2013 en werd door de lezers van Ms. Magazine uitgeroepen tot het 16e beste non-fictieboek aller tijden. Hierin analyseerde Serano onder meer de positie van genderdiverse mensen in de queer beweging. Haar derde boek, Outspoken: A Decade of Transgender Activism and Trans Feminism, publiceerde ze zelf onder Switch Hitter Press, dat ze samen met Switch Hitter Records oprichtte. Outspoken was een finalist voor de Lambda Literary Award 2017. In 2020 verscheen ook haar roman 99 Erics: a Kat Cataclysm faux novel, ook uitgegeven door Switch Hitter; dit boek won de Publishing Triangle's Edmund White Award voor debuutfictie van 2021 en de zilveren medaille bij de Independent Publisher Book Awards 2021 in de categorie LGBT+-fictie.
Haar werk is verschenen in queer-, feministische en popcultuurtijdschriften als Bitch, Clamor, Kitchen Sink, LiP, make/shift en Transgender Tapestry. Fragmenten van haar werk zijn verschenen in The Believer en The San Francisco Chronicle en op de Amerikaanse radiozender NPR.
Serano heeft op verschillende universiteiten lezingen gegeven over transgender- en transvrouwenproblemen, vaak op conferenties met een queer-, feministisch, psychologisch en/of filosofisch thema. In 2023 gaf ze de keynote speech op de Moving Trans History Forward-conferentie aan de Universiteit van Victoria. Haar werk is ook gebruikt als lesmateriaal voor opleidingen en cursussen genderstudies.
Serano is ook een slam poet en heeft spoken-wordoptredens gedaan op universiteiten en op evenementen zoals het National Queer Arts Festival, de San Francisco Pride Dyke March en Trans Marches, Ladyfest, outCRY!, Femme 2006 en in The Vagina Monologues. Ze was van 1997 tot begin jaren 2000 gitariste en zangeres bij de band Bitesize en heeft ook solomuziek opgenomen.
Serano organiseert en presenteert GenderEnders, een performancereeks met werk van transgender, intersekse en genderqueer artiesten en hun bondgenoten, waarvan inmiddels 20 optredens gedaan zijn. Ze ontving een subsidie om "The Penis Issue: Trans and Intersex Women Speak Their Minds" te cureren, een spoken-wordevenement dat onderdeel uitmaakte van het National Queer Arts Festival van 2007.
Op de website Medium schrijft ze artikelen over onderwerpen als transgenderidentiteit, de zichtbaarheid van LHBTI'ers en identiteitspolitiek.

## Oeuvre

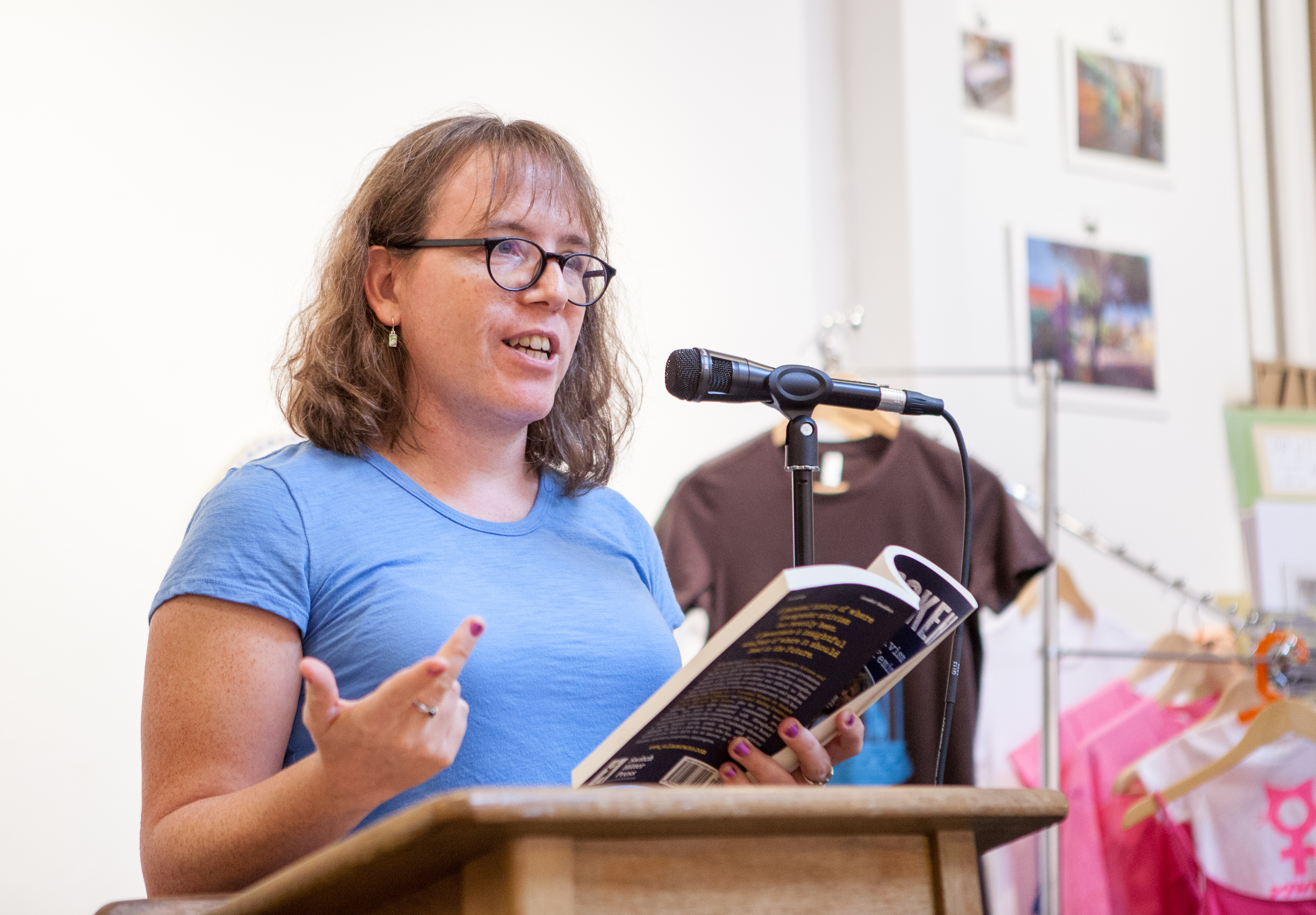
Serano leest voor uit haar boek Outspoken in 2017

### Boeken
- Either/Or. Switch Hitter Press (2002).
- Whipping Girl: A Transsexual Woman on Sexism and the Scapegoating of Femininity. Seal Press (2007). ISBN 9781580051545.
- Serano, Julia (2013). Excluded: Making Feminist and Queer Movements More Inclusive. Basic Books. ISBN 978-1580055048.
- Outspoken: A Decade of Transgender Activism and Trans Feminism. Switch Hitter Press (2 november 2016). ISBN 978-0996881005.
- 99 Erics: A Kat Cataclysm Faux Novel. Switch Hitter Press (2020). ISBN 978-0996881043.
- Sexed Up: How Society Sexualises Us, and How We Can Fight Back. Basic Books (May 17, 2022). ISBN 9781541674806.[25]

### Bloemlezingen
- Yes Means Yes: Visions of Female Sexual Power and A World Without Rape. Seal Press, Berkeley, Calif. (2008), "Why nice guys finish last", 227–240. ISBN 9781580052573.
- Trans/Love: Radical Sex, Love & Relationships Beyond the Gender Binary. Manic D Press, San Francisco (2011), "Cherry Picking". ISBN 9781933149561.